# Wolfgruben (Dautphetal)
Wolfgruben (mundartlich Woulfgruwwe) ist ein Dorf im Hessischen Hinterland und ein Ortsteil der Großgemeinde Dautphetal im mittelhessischen Landkreis Marburg-Biedenkopf. Es ist über die Gewerbesiedlung Wilhelmshütte mit Dautphe, dem Hauptort der Gemeinde, zusammengewachsen.

## Geographische Lage
Die Ortschaft Wolfgruben liegt auf einer rechten, westlichen Niederterrasse des Lahntals und an den auslaufenden Hängen eines hier einmündenden Seitentales. Wolfgruben liegt etwa 5 km südlich der ehemaligen Kreisstadt Biedenkopf und etwa 17 km nordwestlich des regionalen Oberzentrums Marburg. Durch den Ort verläuft die Bundesstraße 453 von Biedenkopf nach Gladenbach. Die Gemarkung liegt überwiegend in den Naturräumen Oberes Lahntal und Breidenbacher Grund und umfasst eine Fläche von 214 Hektar, davon sind in den Höhenlagen 85 Hektar bewaldet (Stand: 1961). Die höchsten Erhebungen sind der Beilstein mit 461 m und Das Roth mit 378 m, während der höchste Punkt bei etwa 500 m liegt und den östlichen Ausläufer des Nimerich darstellt.
Der alte Ortskern liegt südwestlich der Bundesstraße 453 auf einer Höhe von etwa 257 m und schmiegt sich senkrecht zur heutigen Hauptsiedlungsachse an den Nordhang des Roths. Er umfasst in etwa die Straßen Haselheide, Am Roten Weg und Bornwiese. Mit dem Bau der Straße von Biedenkopf über Gladenbach und die Zollbuche nach Gießen sowie der Wilhelmshütte verlagerte sich die Siedlungsentwicklung entlang der ‚alten Chaussee‘.

## Geschichte

### Ortsgeschichte
Die älteste bekannte schriftliche Erwähnung von Wolfgruben erfolgte unter dem Namen de Wolfgruben im Jahr 1299.
Im Jahr 1465 gehörte es zum Amt Biedenkopf, zunächst in der Landgrafschaft Hessen, später in der Landgrafschaft Hessen-Darmstadt und danach im Großherzogtum Hessen.
Die Statistisch-topographisch-historische Beschreibung des Großherzogthums Hessen berichtet 1830 über Wolfgruben:

„Wolfgruben (L. Bez. Battenberg) evangel. Filialdorf; liegt an der Lahn, so wie an der von Biedenkopf nach Giessen ziehenden Chaussee und 4 St. von Battenberg. Der Ort hat 30 Häuser und 138 Einwohner, die außer einem Katholiken evangelisch sind. Wolfgruben gehörte im 15. Jahrhundert wahrscheinlich zum Kirchengebiet von Dautphe.“

Seit 1867 war Wolfgruben eine Gemeinde im Kreis Biedenkopf in der Provinz Hessen-Nassau des Königreichs Preußen.
Hessische Gebietsreform (1970–1977)
Zum 1. Juli 1974 wurde die bis dahin selbständige Gemeinde Wolfgruben im Zuge der Gebietsreform in Hessen mit 11 weiteren Gemeinden kraft Landesgesetz zur neuen Großgemeinde Dautphetal zusammengeschlossen. Sitz der Gemeindeverwaltung wurde der Ortsteil Dautphe. Für alle ehemals eigenständigen Gemeinden von Dautphetal wurden Ortsbezirke mit Ortsbeirat und Ortsvorsteher nach der Hessischen Gemeindeordnungeingerichtet.

### Verwaltungsgeschichte im Überblick
Die folgende Liste zeigt die Staaten und Verwaltungseinheiten, denen Wolfgruben angehört(e):
- vor 1567: Heiliges Römisches Reich, Landgrafschaft Hessen, Amt Biedenkopf, Gericht Dautphe
- ab 1567: Heiliges Römisches Reich, Landgrafschaft Hessen-Marburg, Amt Biedenkopf, Gericht Dautphe[9]
  - 1604–1648: strittig zwischen Hessen-Kassel und Hessen-Darmstadt (Hessenkrieg)
- ab 1604: Heiliges Römisches Reich, Landgrafschaft Hessen-Kassel, Amt Biedenkopf, Gericht Dautphe
- ab 1627: Heiliges Römisches Reich, Landgrafschaft Hessen-Darmstadt, Oberfürstentum Hessen, Amt Biedenkopf, Gericht Dautphe[10][11]
- ab 1806: Großherzogtum Hessen,[Anm. 2] Fürstentum Oberhessen, Amt Biedenkopf[12]
- ab 1815: Großherzogtum Hessen, Provinz Oberhessen, Amt Biedenkopf[13]
- ab 1821: Großherzogtum Hessen, Provinz Oberhessen, Landratsbezirk Battenberg[Anm. 3]
- ab 1832: Großherzogtum Hessen, Provinz Oberhessen, Kreis Biedenkopf
- ab 1848: Großherzogtum Hessen, Regierungsbezirk Biedenkopf
- ab 1852: Großherzogtum Hessen, Provinz Oberhessen, Kreis Biedenkopf
- ab 1867: Königreich Preußen,[Anm. 4] Provinz Hessen-Nassau, Regierungsbezirk Wiesbaden, Kreis Biedenkopf (übergangsweise Hinterlandkreis)[11]
- ab 1871: Deutsches Reich, Königreich Preußen, Provinz Hessen-Nassau, Regierungsbezirk Wiesbaden, Kreis Biedenkopf
- ab 1918: Deutsches Reich, Freistaat Preußen, Provinz Hessen-Nassau, Regierungsbezirk Wiesbaden, Kreis Biedenkopf
- ab 1932: Deutsches Reich, Freistaat Preußen, Provinz Hessen-Nassau, Regierungsbezirk Wiesbaden, Kreis Dillenburg
- ab 1933: Deutsches Reich, Freistaat Preußen, Provinz Hessen-Nassau, Regierungsbezirk Wiesbaden, Kreis Biedenkopf
- ab 1944: Deutsches Reich, Freistaat Preußen, Provinz Nassau, Landkreis Biedenkopf
- ab 1945: Deutsches Reich, Amerikanische Besatzungszone,[Anm. 5] Groß-Hessen, Regierungsbezirk Wiesbaden, Landkreis Biedenkopf
- ab 1946: Deutsches Reich, Amerikanische Besatzungszone, Hessen, Regierungsbezirk Wiesbaden, Landkreis Biedenkopf
- ab 1949: Bundesrepublik Deutschland, Hessen, Regierungsbezirk Wiesbaden, Landkreis Biedenkopf
- ab 1968: Bundesrepublik Deutschland, Hessen, Regierungsbezirk Darmstadt, Landkreis Biedenkopf
- ab 1974: Bundesrepublik Deutschland, Hessen, Regierungsbezirk Kassel, Landkreis Marburg-Biedenkopf, Gemeinde Dautphetal
- ab 1981: Bundesrepublik Deutschland, Hessen, Regierungsbezirk Gießen, Landkreis Marburg-Biedenkopf, Gemeinde Dautphetal

## Bevölkerung

### Einwohnerstruktur 2011
Nach den Erhebungen des Zensus 2011 lebten am Stichtag dem 9. Mai 2011 in Wolfgruben 642 Einwohner. Darunter waren 90 (14 %) Ausländer. Nach dem Lebensalter waren 123 Einwohner unter 18 Jahren, 276 zwischen 18 und 49, 117 zwischen 50 und 64 und 126 Einwohner waren älter. Die Einwohner lebten in 243 Haushalten. Davon waren 51 Singlehaushalte, 75 Paare ohne Kinder und 84 Paare mit Kindern, sowie 24 Alleinerziehende und 6 Wohngemeinschaften. In 48 Haushalten lebten ausschließlich Senioren/-innen und in 156 Haushaltungen lebten keine Senioren/-innen.

### Einwohnerentwicklung
| Quelle: Historisches Ortslexikon |                                                                            |
| • 1577:                          | 9 Hausgesesse                                                              |
| • 1630:                          | 7 Hausgesesse (1 dreispänniges, 2 zweispännige, 4 einspännige Ackerleute). |
| • 1677:                          | 11 Hausgründe, 1 Witwe, 1 ledige Personen.                                 |
| • 1742:                          | 75 Haushalte                                                               |
| • 1791:                          | 126 Einwohner                                                              |
| • 1800:                          | 115 Einwohner                                                              |
| • 1806:                          | 123 Einwohner, 23 Häuser                                                   |
| • 1829:                          | 138 Einwohner, 30 Häuser                                                   |

| Wolfgruben: Einwohnerzahlen von 1791 bis 2018 | Wolfgruben: Einwohnerzahlen von 1791 bis 2018 | Wolfgruben: Einwohnerzahlen von 1791 bis 2018 | Wolfgruben: Einwohnerzahlen von 1791 bis 2018 | Wolfgruben: Einwohnerzahlen von 1791 bis 2018 |
| --- | --------------------------------------------- | --------------------------------------------- | --------------------------------------------- | --------------------------------------------- |
| Jahr |                                               |                                               |                                               | Einwohner                                     |
| 1791 | 1791                                          |                                               | 126                                           | 126                                           |
| 1800 | 1800                                          |                                               | 115                                           | 115                                           |
| 1806 | 1806                                          |                                               | 123                                           | 123                                           |
| 1829 | 1829                                          |                                               | 138                                           | 138                                           |
| 1834 | 1834                                          |                                               | 194                                           | 194                                           |
| 1840 | 1840                                          |                                               | 246                                           | 246                                           |
| 1846 | 1846                                          |                                               | 240                                           | 240                                           |
| 1852 | 1852                                          |                                               | 215                                           | 215                                           |
| 1858 | 1858                                          |                                               | 249                                           | 249                                           |
| 1864 | 1864                                          |                                               | 235                                           | 235                                           |
| 1871 | 1871                                          |                                               | 236                                           | 236                                           |
| 1875 | 1875                                          |                                               | 247                                           | 247                                           |
| 1885 | 1885                                          |                                               | 236                                           | 236                                           |
| 1895 | 1895                                          |                                               | 237                                           | 237                                           |
| 1905 | 1905                                          |                                               | 267                                           | 267                                           |
| 1910 | 1910                                          |                                               | 300                                           | 300                                           |
| 1925 | 1925                                          |                                               | 290                                           | 290                                           |
| 1939 | 1939                                          |                                               | 344                                           | 344                                           |
| 1946 | 1946                                          |                                               | 557                                           | 557                                           |
| 1950 | 1950                                          |                                               | 520                                           | 520                                           |
| 1956 | 1956                                          |                                               | 479                                           | 479                                           |
| 1961 | 1961                                          |                                               | 486                                           | 486                                           |
| 1967 | 1967                                          |                                               | 488                                           | 488                                           |
| 1980 | 1980                                          |                                               | ?                                             | ?                                             |
| 1990 | 1990                                          |                                               | ?                                             | ?                                             |
| 2000 | 2000                                          |                                               | ?                                             | ?                                             |
| 2008 | 2008                                          |                                               | 666                                           | 666                                           |
| 2011 | 2011                                          |                                               | 642                                           | 642                                           |
| 2016 | 2016                                          |                                               | 661                                           | 661                                           |
| 2018 | 2018                                          |                                               | 640                                           | 640                                           |
| Datenquelle: Historisches Gemeindeverzeichnis für Hessen: Die Bevölkerung der Gemeinden 1834 bis 1967. Wiesbaden: Hessisches Statistisches Landesamt, 1968. Weitere Quellen: LAGIS; nach 1970: Gemeinde Dautphetal (webarchiv); Zensus 2011 |                                               |                                               |                                               |                                               |

### Historische Religionszugehörigkeit
| Quelle: Historisches Ortslexikon |                                                                            |
| • 1829:                          | 137 evangelische, ein römisch-katholischer Einwohner.                      |
| • 1885:                          | 235 evangelische (= 100 %) Einwohner                                       |
| • 1961:                          | 406 evangelische (= 83,54 %), 59 römisch-katholische (= 12,14 %) Einwohner |

### Historische Erwerbstätigkeit
| Quelle: Historisches Ortslexikon | |
| • 1867:                          | Erwerbspersonen: 51 Landwirtschaft, 26 Bergbau und Hüttenwesen, 9 Gewerbe und Industrie, 2 Verkehr, 1 Erziehung und Unterricht.      |
| • 1961:                          | Erwerbspersonen: 48 Land- und Forstwirtschaft, 131 produzierendes Gewerbe, 35 Handel und Verkehr, 24 Dienstleistungen und Sonstiges. |

## Politik

### Wappen
Am 29. September 1964 wurde der Gemeinde Wolfgruben im damaligen Landkreis Biedenkopf, Regierungsbezirk Wiesbaden, ein Wappen mit folgender Blasonierung verliehen: Von Gold und Grün im Querschnitt einer Grube geteilt. In dieser ein roter Wolf. Im Schildfuß ein silberner Wellenbalken.

### Ortsbeirat
Der Ortsbeirat wird seit 2017 von Ortsvorsteher Harald Fett (BLW) angeführt.